# ميلوس بيريشيتش
ميلوس بيريشيتش هو لاعب كرة قدم صربي في مركز الدفاع، ولد في 2 أبريل 1995 في كنين في كرواتيا. لعب مع نادي بارتيزان.

## وصلات خارجية
- ميلوس بيريشيتش على موقع قاعدة بيانات كرة القدم.إي يو (الإنجليزية)
- ميلوس بيريشيتش على موقع Soccerway.com (الإنجليزية)